# Ludwik Morawski
Ludwik Morawski, niem. Ludwig Vinzenz Morawski (ur. 01.08. 1868 w Krakowie, zm. 6 lipca 1920 w Czarnym Ostrowie) – podpułkownik piechoty Wojska Polskiego.

## Życiorys
Oficer austriacki, od 1887 roku w służbie wojskowej. Najpierw w c. i k. 57 pułku piechoty w Tarnowie, od 1 stycznia 1881 roku w c. i k. 90 pułku piechoty w Jarosławiu, od 1 maja 1892 roku w Dębicy, od 1 listopada 1894 roku ponownie w Jarosławiu. 1 listopada 1895 roku mianowany porucznikiem. 1 maja 1905 roku przeniesiony do c. i k. 6 pułku piechoty w Wiedniu. Po ukończeniu Szkoły Wojennej w Wiedniu mianowany kapitanem. Do 1907 roku służył w c. i k. 6 pułku piechoty w Wiedniu, później w garnizonach na Węgrzech. Od 1 czerwca 1907 roku był oficerem Oddziału Sztabu Generalnego c. i k. I Korpusu w Krakowie. Od 4 sierpnia 1914 roku był zastępcą szefa Hauptkundschaftstelle w Krakowie. Od 20 czerwca 1915 roku szef Głównego Ośrodka Wywiadowczego przy Twierdzy Kraków. Awansowany na majora ze starszeństwem z 1 listopada 1915 roku. W 1916 roku był oficerem stanu spoczynku zatrzymanym w służbie czynnej i przydzielonym do c. i k. Komendy 1 Korpusu w Krakowie. 1 maja 1918 roku awansowany na podpułkownika.
W czasie pertraktacji c. i k. komendanta Krakowa, polnego zbrojmistrza Siegmunda von Benigni in Müldenberg z Polską Komisją Likwidacyjną, sprzeciwił się oddaniu Komendy Wojskowej w Krakowie władzom polskim, chcąc w ten sposób ratować archiwa HK-Stelle. W szafie pancernej w swoim biurze trzymał 250 teczek ewidencyjnych konfidentów pracujących dla HK-Stelle w Krakowie.
Od 1 grudnia 1918 roku w stanie spoczynku. W 1920 roku w Wojsku Polskim. Zginął 6 lipca 1920 roku w Czarnym Ostrowie na podwórzu Kwatery Głównej 6 Armii. Okoliczności postrzelenia nie zostały wyjaśnione.

## Ordery i odznaczenia
- Kawaler Orderu Franciszka Józefa na wstążce Krzyża Zasługi Wojskowej
- Krzyż za 25-letnią Służbę Wojskową (niem. Militärdienstzeichen für Offiziere 3. Klasse)
- Brązowy Medal Jubileuszowy Pamiątkowy dla Sił Zbrojnych i Żandarmerii
- Krzyż Jubileuszowy Wojskowy
- Krzyż Pamiątkowy Mobilizacji 1912–1913